# Krasnoarmiiske (Krasnoarmiiske), Krasnoperekopsk
Krasnoarmiiske (în ucraineană Красноармійське) este localitatea de reședință a comunei Krasnoarmiiske din raionul Krasnoperekopsk, Republica Autonomă Crimeea, Ucraina.

## Demografie
Componența lingvistică a localității Krasnoarmiiske
     Rusă (50,08%)
     Tătară crimeeană (19,15%)
     Ucraineană (18,27%)
     Alte limbi (0,8%)
Conform recensământului din 2001, majoritatea populației localității Krasnoarmiiske era vorbitoare de rusă (50,08%), existând în minoritate și vorbitori de tătară crimeeană (19,15%) și ucraineană (18,27%).